# شیکوکو الکتریک
شیکوکو الکتریک (انگلیسی: Shikoku Electric) شرکت برق ژاپنی است، که در سال ۱۹۵۵ تأسیس شد.